# Park MGM
Het Park MGM is een hotel en casino gelegen langs The Strip in de stad Las Vegas in de Verenigde Staten. Het hotel biedt 2700 gastenkamers, waaronder 259 luxe-suites en telt ongeveer 3000 werknemers. Het is eigendom van MGM Mirage.
Het hotel is 1996 in gebruik genomen als Monte Carlo Resort and Casino. In 2016 is het hotel verkocht aan een joint venture van MGM en de Sydell Group en verbouwd. In 2018 kreeg het zijn huidige naam.
Het Park MGM heeft koepels met kroonluchters, marmeren vloeren, neoclassicistische bogen en promenades. In de constructie werden echter minder dure afwerkingen gebruikt, zoals EIFS als façademateriaal.
Het resort heeft een grote lobby, shoppingcenter, vergaderruimtes, een wellness- en fitnesscentrum, tennisbanen, een groot zwemgedeelte met een golfbad en een "lazy river tubing ride" en een trouwkapel. Elke 10 minuten rijdt een tram bezoekers heen en terug tussen het Monte Carlo hotel en het Bellagio.